# Vicemariscal de l'Aire

Insígnia de Vicemariscal de l'Aire

Vicemariscal de l'Aire (anglès: Air Vice-Marshal) (AVM) és un rang d'oficial de la RAF, així com a diverses forces aèries més de països de la Commonwealth. Normalment se'ls anomena simplement Mariscal de l'Aire (Air Marshal).
El rang equivalent al Cos Auxiliar Femení de l'Aire (WAAF), al Cos Femení de l'Aire (WRAF) i al Servei d'Infermeria de la Reial Força Aèria Princesa Maria (PMRAFNS) era Comandant en Cap de l'Aire (Air Chief Commandant)

## Preeminència
Vicemariscal de l'Aire és un rang de 2 estrelles i té el codi OF-7 a l'OTAN. És equivalent a Contraalmirall a la Royal Navy o a Major General l'Exèrcit britànic o als Marines Reials.
El rang és immediatament superior al de Comodor de l'Aire, i immediatament subordinat al de Mariscal de l'Aire.

## Orígens
L'1 d'abril de 1918, la recentment creada RAF adoptà els seus títols de rang d'oficial dels de l'Exèrcit britànic, i els oficials que avui són Vicemariscals de l'Aire eren Major Generals. En resposta a la proposició que la RAF podria fer servir els seus propis títols, se suggerí que podria fer servir els de la Royal Navy, amb el mot "Aire" davant del títol naval. Per exemple, el rang que esdevindria el Vicemariscal de l'Aire hagués quedat com Contraalmirall de l'Aire. L'Almirallat objectà per qualsevol ús que es fes dels seus rangs (fins i tot amb la forma modificada), i proposà que els rangs aeris es derivessin del mot Ardian, que derivava de la combinació dels mots gaèlics per cap (ard) i ocell (eun), amb el terme Squadron Ardian seria l'equivalent a Contraalmirall i a Major General. Això no obstant, es preferí la fórmula Vicemariscal de l'Aire, adoptant-se l'1 d'agost de 1919.

## Insígnia
La insígnia de rang consisteix en 1 barra blau cel (amb una franja negra als costats), al damunt d'una franja blau cel amb els costats negres més gruixuda. Es llueix a les bocamànigues o a les espatlles de l'uniforme de vol.
L'estendard d'un Mariscal en Cap de l'Aire són dues bandes horitzontals primes en vermell, sobre un fons blau gris i una banda blau fosc a les puntes.
El distintiu per un vehicle mostra 2 estrelles blanques sobre un fons blau.

Estendard de Vicemariscal de l'Aire de la RAF
Distintiu de vehicle de Vicemariscal de l'Aire de la RAF
Insígnia de Vicemariscal de l'Aire de la Reial Força Aèria Tailandesa